# Jan Matura
Jan Matura (Český Krumlov, 19 gennaio 1980) è un ex saltatore con gli sci e combinatista nordico ceco.

## Biografia
Ha esordito in campo internazionale ai Mondiali di Trondheim 1997 gareggiando sia nella combinata nordica sia nel salto con gli sci, per poi dedicarsi nei primi anni di carriera - fino al 2001 - esclusivamente alla combinata. In Coppa del Mondo di combinata nordica ha esordito il 3 gennaio 1999 a Schonach (9°) e ha disputato l'ultima gara il 10 febbraio 2001.
In Coppa del Mondo di salto con gli sci ha esordito il 4 gennaio 2002 a Innsbruck (48°) e ha ottenuto la prima vittoria, nonché primo podio, il 19 gennaio 2013 a Sapporo.
In carriera ha preso parte a quattro edizioni dei Giochi olimpici invernali, Nagano 1998 (gareggiando nella combinata nordica: 35° nell'individuale, 8° nella gara a squadre), Salt Lake City 2002 (gareggiando nel salto con gli sci: 47° nel trampolino normale, 37° nel trampolino lungo, 12° nella gara a squadre), Torino 2006  (gareggiando nel salto con gli sci: 21° nel trampolino normale, 22° nel trampolino lungo, 9° nella gara a squadre) e Soči 2014 (gareggiando nel salto con gli sci: 23º nel trampolino normale, 18º nel trampolino lungo, 7º nella gara a squadre), a nove dei Campionati mondiali (4° nella gara a squadre a Trondheim 1997 il miglior risultato nella combinata nordica, 5° nel trampolino lungo a Val di Fiemme 2013 il miglior risultato nel salto con gli sci) e a sette dei Mondiali di volo (5° nella gara a squadre a Planica 2010 il miglior risultato).

## Palmarès

### Combinata nordica

#### Coppa del Mondo
- Miglior piazzamento in classifica generale: 36º nel 1999

### Salto con gli sci

#### Coppa del Mondo
- Miglior piazzamento in classifica generale: 10º nel 2013
- 4 podi (tutti individuali)
  - 2 vittorie
  - 1 secondo posto
  - 1 terzo posto

##### Coppa del Mondo - vittorie
| Data            | Località | Nazione  | Trampolino      |
| --------------- | -------- | -------- | --------------- |
| 19 gennaio 2013 | Sapporo  | Giappone | Ōkurayama HS134 |
| 20 gennaio 2013 | Sapporo  | Giappone | Ōkurayama HS134 |